# Martin Roidl
Martin Roidl (* 24. April 1899 in Niederhof (Burglengenfeld) im Landkreis Schwandorf; † im 20. Jahrhundert) war ein deutscher Landrat.

## Leben
Nach dem Besuch des Gymnasiums Metten und dem Abitur am Albertus-Magnus-Gymnasium Regensburg studierte Martin Roidl in den Jahren von 1911 bis 1915 Rechtswissenschaften an der Ludwig-Maximilians-Universität München, der Christian-Albrechts-Universität zu Kiel und der Julius-Maximilians-Universität Würzburg, wo er am 11. Juli 1921 mit der Dissertation „Die Kompensation im Strafrecht unter Berücksichtigung der Strafrechtsentwürde“ zum Dr. jur. promovierte. Er war Kriegsfreiwilliger und von 1917 an als Gerichtsoffizier eingesetzt. Nach dem Krieg schloss er sich dem Freikorps „von Hilger“ an. Nach der ersten juristischen Staatsprüfung folgte der dreijährige Vorbereitungsdienst, den er u. a. beim Amtsgericht Schwandorf und beim Landgericht Regensburg leistete. Das Große juristische Staatsexamen legte Roidl im Jahre 1921 ab und wurde Akzessist bei der Regierung der Oberpfalz. Im Jahr darauf wechselte er in die Kommunalverwaltung, um als Bezirksamtmann die Verwaltung in Mallersdorf zu leiten. 1925 kam er in gleicher Funktion nach Garmisch-Partenkirchen.  Am 13. Juni 1938 erhielt er die Ernennung zum Bezirksamtsvorstand (ab 1939 Landrat) im Bezirksamt Bad Aibling (ab 1939 Landkreis Bad Aibling). 1942 zugleich mit der Führung der Geschäfte des Landrats in Rosenheim beauftragt, nahm er die Funktion des Landrats in Bad Aibling auch noch nach dem Kriege – mit Genehmigung der amerikanischen Militärregierung – wahr. Aus gesundheitlichen Gründen wurde er dort beurlaubt. Vom 17. September 1945 bis zum 3. Januar 1946, als er durch die Militärregierung seines Amtes enthoben wurde, war er für die Bayerische Versicherungskammer tätig. Im Entnazifizierungsverfahren stufte die Spruchkammer Bad Aibling ihn als entlastet ein, so dass er in die öffentliche Verwaltung zurückkehren und am 1. September 1947 Angestellter bei der Bezirksregierung Regensburg werden konnte. Bereits zum 1. Oktober 1947 wurde er Verwaltungsgerichtsrat beim Verwaltungsgericht Regensburg und wechselte im Jahr darauf zum Verwaltungsgericht München, wo er im Dezember 1951 Verwaltungsgerichtsdirektor und zum 1. Mai 1955 in den Ruhestand verabschiedet wurde.
Roidl war zum 1. Dezember 1933 in die NSDAP (Mitgliedsnummer 3.288.486) eingetreten.